# Jordi Bachbush
Jordi Bachbush Vaquer (Puebla de Zaragoza, 1 de julio de 1976) es un productor musical especializado en televisión, teatro y cine, ha realizado un sinfín de composiciones para telenovelas como Caer en tentación y Cuna de Lobos, series, obras de teatro y películas como Cuando los hijos regresan. Actualmente se desempeña como productor musical de la telenovela Imperio de mentiras, producción a cargo de Giselle González, con quien ha trabajado en Yo no creo en los hombres y Caer en tentación.

## Semblanza biográfica
Productor Musical, compositor, cantante y locutor, apasionado de la producción musical con más de 20 años de experiencia en todas las disciplinas y multimedios donde se requiera audio, desempeñándose en Teatro, Televisión, Cine, Espectáculos diversos, Convenciones, Producción Publicitaria etc. Debuta como compositor musical en la telenovela Esperanza del corazón, de la mano del productor Luis de Llano Macedo y en 2012 es convocado por la dupla de productores Giselle González/Roberto Gómez Fernández para trabajar en la música de Cachito de cielo. En 2014 trabaja en la telenovela Yo no creo en los hombres en donde compuso la música incidental después llega la telenovela:  Caer en tentación  donde también compuso música original, y ha compuesto para esas novelas de la productora Giselle González además de trabajar en la música de La candidata, de la misma productora. También ha trabajado con el productor José Alberto Castro y compuso varios temas incidentales de la telenovela Pasión y poder entre ellos Cuerda Rotatoms (utilizado en los promos y tráiler de la novela), Dinero Barroco, Intriga in Crescendo, Intriga Montenegro (tema de Arturo) y Perversiones (tema de Nina); y trabajó en la novela Vino el amor donde compuso Acción Viñedo 3 y Suspenso Viñedo 2. Posteriormente, fue convocado por Eduardo Meza para componer temas de Papá a toda madre, en 2019, hizo el arreglo del conocido tema de Cuna de Lobos en una nueva versión además de toda la música incidental de esta Serie parte del proyecto Fabrica de Sueños. 
En 2020 saca a la venta el álbum de la música de Cuna de lobos con los 5 arreglos del tema central hecho por Pedro Plascencia Salinas y 18 temas nuevos entre los cuales destacan Mar Abierto, Lobo Cello Suite y Tráiler Music 2. Es el encargado de la música original para la próxima telenovela de Giselle González llamada Mujer de nadie, la cual está por estrenarse el 13 de junio de 2022 a las 9:30 pm en Las Estrellas
Además de estos trabajos en Televisa, a continuación un listado de trabajo para otras televisoras, teatro y programas especiales:

## Trayectoria

### Teatro
Bajo el apoyo de la Beca Fonca de Jóvenes Creadores en 2003:
- Gordura es Hermosura
- ¿Cuál es Mayor Perfección?
- La Mulata de Córdoba
- El Quijote de la Mancha

Producción Wiechers y Torres:
- Las 4 Estaciones (Ludwika Paleta, Bruno Bichir, Dirección Susana Alexander)
- Yo soy mi Propia Esposa (Héctor Bonilla Dirección Lorena Maza)
- Mi Primera Vez (Pablo Perroni y varios actores Dirección Susana Alexander)
- Rojo (Victor Trujillo Dirección Lorena Maza)
- El Chofer y la Sra. Daisy (María Rojo , Salvador Sánchez Ari Telch Dirección Diego del Río)
- Al Año del Pensamiento Mágico (Susana Alexander)
- Grito al cielo con todo mi corazón (Dirección Lorena Maza)

Producción Susana Alexander:
- Dios ¿Sigues ahí?
- Como ser una buena madre, esposa y suegra Judía

Producción 3era llamada y somos tremendas:
- Feroces

Dirección: Lorena Maza
- 3 Días en Mayo (Música Original)

Dirección: Benjamín Can
- Sánchez Huerta (Diseño de audio)

### Teatro Infantil
Teatro Musical
- La Fabrica de Santa el Musical
- Show de BOLO para Liverpool (Durante 4 años consecutivos)
- Editando discos para cada show
- Festival Infantil Liverpool (Durante 4 años consecutivos)
- BOLO FEST (Por 2 años consecutivos)
- El Mago de OZ on ICE
- La princesa y el Dragón
- Boboli, el elefantito preguntón
- Musical Corazones Latinos
- La Granja
- Ratatouile

Producciones para McDonalds Latinoamérica
- Limpiolandia
- Safari Ecológico
- Dinoaventura
- Creatividad
- Con la Música por Dentro
- La Magia del Cine
- JoJoMundo
- Leyendo y Jugando
- Misión planeta
- Olimpiadas Mágicas
- El Mago de Ozono
- EL Tesoro Mágico
- Inventando y Jugando
- El Cuerpo Humano
- Vida Nutritiva
- Universo de Ciencia y Diversión

### Televisión
Temas como autor y productor musical:
- TODA LA PRODUCCIÓN MUSICAL TELENOVELA “ESPERANZA DEL CORAZON” DE LUIS DE LLANO

(TEMA PRINCIPAL DE ENTRADA Y DISCO CON PARTICIPACIONES DE ARTISTAS COMO: LAUREANO BRIZUELA, LUCIA MENDEZ, PATO BORGETTI, BIANCA MARROQUIN ENTRE OTROS,Así como TODA LA MÚSICA INCIDENTAL DE LOS 160 CAPITULOS )
- TODA LA PRODUCCIÓN MUSICAL TELENOVELA “YO NO CREO EN LOS HOMBRES” DE GISELLE GONZALEZ

(INCIDENTALES DE LOS 121 CAPITULOS)
- CO-PRODUCCIÓN MUSICAL TELENOVELA “PASIÓN Y PODER” DE JOSE ALBERTO CASTRO

(INCIDENTALES DE LOS 136 CAPITULOS)
- CO-PRODUCCIÓN MUSICAL TELENOVELA “VINO EL AMOR” DE JOSE ALBERTO CASTRO

(INCIDENTALES DE LOS 141 CAPITULOS)
- CO-PRODUCCIÓN MUSICAL TELENOVELA “CACHITO DE CIELO” DE GISELLE GONZALEZ

(INCIDENTALES DE 23 CAPITULOS)
- CO-PRODUCCIÓN MUSICAL TELENOVELA “PAPÁ A TODA MADRE” DE EDUARDO MEZA

(INCIDENTALES DE LOS 102 CAPITULOS)
- TODA LA PRODUCCIÓN MUSICAL SERIE DE COMEDIA “DURMIENDO CON MI JEFE” DE ORTIZ DE PINEDO

(INCIDENTALES DE TODA LA SERIE TEMPORADA 1)
- TODA LA PRODUCCIÓN MUSICAL SERIE DRAMÁTICA “UNA NUEVA VIDA” DE LUIS DE LLANO

(INCIDENTALES DE LOS 20 CAPITULOS 1 TEMPORADA)
- TODA LA PRODUCCIÓN MUSICAL SERIE INFANTIL “UNA AVENTURA CON MATTEL” DE LUIS DE LLANO

(INCIDENTALES DE LOS 20 CAPITULOS Y 3 TEMPORADAS)
- TODA LA PRODUCCIÓN MUSICAL TELENOVELA “LA CANDIDATA” DE GISELLE GONZALEZ

(INCIDENTALES DE LOS 61 CAPITULOS)
- 'TODA LA PRODUCCIÓN MUSICAL TELENOVELA “CAER EN TENTACIÓN” DE GISELLE GONZALEZ

(INCIDENTALES DE LOS 102 CAPITULOS)
- 'CO-PRODUCCIÓN MUSICAL TELENOVELA “DOÑA FLOR Y SUS DOS MARIDOS” DE EDUARDO MEZA

(INCIDENTALES DE LOS 65 CAPITULOS)
NOMINADO A MEJOR TEMA MUSICAL PREMIOS TVYNOVELAS 2017 POR LA CANDIDATA Y GANADOR DE MEJOR NOVELA 2017
- Tema Principal programa: “CUÉNTAMELO YA”
- Tema Principal programa: “CUÉNTAMELO YA AL FIN”
- Tema Principal programa: “YURI PRESENTA TEMPORADA 1 Y 2” Intérprete: Jordi Bachbush
- Tema Principal: “FESTIVAL ACAPULCO 2012”  y “FESTIVAL ACAPULCO 2013” Intérprete Jordi Bachbush
- Tema: “HACIENDO HISTORIA” para premios TVyNovelas 2012 y 2014 Intérprete: Susana Zabaleta y Edith Márquez
- Tema: “EL DÍA MAS PADRE DEL AÑO” Intérprete: YURI

### Unicable
- Tema Principal del Programa: “SUSANA ADICCION” (UNICABLE) Intérprete: Susana Zabaleta
- Tema Principal del Programa: “AMORDIDAS” (UNICABLE) Intérprete: Jordi Bachbush
- Tema Principal del Programa: “TIIN MAGAZINE” (UNICABLE)
- Tema Principal del Programa: “TOP TIIN” (UNICABLE)
- Tema Principal del Programa: “XE MARILE” (UNICABLE)
- Tema Principal del Programa: “GOLDEN NEWS” (UNICABLE)

### Canal 11
- TODA LA PRODUCCIÓN MUSICAL PROGRAMA “PALABRA VIVA” PARA EL CANAL 11 (VOLCÁN PRODUCCIONES)

(INCIDENTALES DE LOS 20 CAPITULOS)

### Televisa Canal 5
- Tema Principal de la Serie: "Mujeres Asesinas 3" Intérprete: Ana Barbara

### Locución Oficial y Músico en Programas, Documentales y Videos Especiales
- Yuri Presenta
- Video de Turismo GUERRERO
- Premios Grammys 2015
- Premios Lo Nuestro 2015
- Nuestra Belleza 2012, 2013, y 2015
- Premios OYE
- Premios TV Novelas 2012, 2013, 2014 y 2015
- Fábrica de Campeones
- Spartan Race
- Festival Acapulco 2012 y 2013
- En el Ring con Aurora Valle

DOCUMENTALES
- El Afán Educativo
- Mi Casa es tu Casa

### Producción Musical Comercial
La realización comercial en su carácter de “efímera” tiene un tiempo de vida muy corto, ha realizado más de 300 jingles durante este trayecto musical, solicitar
referencias., tanto de locución de spots y videos corporativos y marcas, así como jingles musicales.
Ha sido director musical de ANA BARBARA en varias giras, y ha participado como músico con artistas como Erick Rubin, Reik, Angéica Vale, entre otros.

## Trayectoria en la Televisión y Streaming (Las Estrellas&Vix)

### Telenovelas - compositor
Yo no creo en los hombres:
- Acción Ascendente (reciclado para Caer en tentación)
- Acosada
- Amándote (reciclado para Caer en tentación)
- Amanece
- Amor y Fuerza (reciclado para Caer en tentación)
- Angustias (reciclado para Caer en tentación)
- Buscando La Verdad (reciclado para Caer en tentación)
- Desilusión (reciclado para Caer en tentación)
- Duda Clavada (reciclado para Caer en tentación)
- En la Cuerda Floja (reciclado para Caer en tentación)
- En lo Profundo
- Encrucijada (reciclado para Caer en tentación)
- Encuentro Trágico (reciclado para Caer en tentación)
- Epic Romance
- Es un Misterio (reciclado para Caer en tentación)
- Esto No Ha Terminado (reciclado para Caer en tentación)
- Habitación Vacía (reciclado para Caer en tentación)
- Heart Beat (reciclado para Caer en tentación)
- Impacto Asesino
- Impacto Dramático
- Impacto Intenso (reciclado para Caer en tentación)
- Impacto Intrigante (reciclado para Caer en tentación)
- Impacto Mareo (reciclado para Caer en tentación
- Impacto Mental (reciclado para Caer en tentación)
- Impacto Staccato (reciclado para Caer en tentación)
- Intriga Asesina (reciclado para Caer en tentación)
- Intriga Cerebral (reciclado para Caer en tentación)
- Lágrimas Amargas (reciclado para Caer en tentación)
- Luna Vacía (reciclado para Caer en tentación)
- Mal Presagio reciclado para Caer en tentación)
- Mientes (reciclado para Caer en tentación)
- Mis Ojos reciclado para Caer en tentación)
- Mistic Tension (reciclado para Caer en tentación)
- Neutro 3
- Nonato 2 (reciclado para Caer en tentación)
- No Me Dejes reciclado para Caer en tentación)
- Nostalgia (reciclado para Caer en tentación)
- Pasión Enferma (reciclado para Caer en tentación)
- Peligro (reciclado para Caer en tentación)
- Pensando en Tí (reciclado para Caer en tentación)
- Perdición (reciclado para Caer en tentación)
- Piano en Soledad
- Preocupación
- Presagio reciclado para Caer en tentación)
- Profundo Amor
- Realeza Humilde (reciclado para Caer en tentación)
- Run (reciclado para Caer en tentación)
- Sexo Peligroso (reciclado para Caer en tentación)
- Sin Esperanza (reciclado para Caer en tentación)
- Shock (reciclado para Caer en tentación)
- Sospecha Fatal (reciclado para Caer en tentación)
- Te Lo Dije (reciclado para Caer en tentación)
- Tensión Con Riser 1 (reciclado para Caer en tentación)
- Triste Escena (reciclado para Caer en tentación)
- Valle de Luz reciclado para Caer en tentación)
- Venganza (reciclado para Caer en tentación)
- Villano Intenso (reciclado para Caer en tentación)
- Viola Impact

Pasión y Poder:
- Actos Prohibidos
- Bondad Acústica
- Cama Oscura
- Cello Erótiko
- Cuerda Rotatoms[4]
- Descubriendo el Plan
- Dinero Barroco[5]
- Dulce Pasión
- Feliz Acústico
- Intenso Amanecer
- Intriga in Crescendo[6]
- Intriga Montenegro[7]
- Nylonpasional
- Ojosvendados
- Olvido Pasión
- Perversiones[8]
- Piano Reflexivo
- Ternura Acústica

Vino el amor:
- Acción Viñedo 1
- Acción Viñedo 3
- Acordeón Ensueño
- Amor Sin Respuesta
- Campos Verdes
- Happy Plaza
- Suspenso Viñedo 2

La candidata:
- Acción Dramática 1
- Acción Épica 1
- Acción Épica 2
- Acción Intensa
- Acción Percusión
- Actionbed Cand 1
- Acuerdos Siniestros (reciclado para Imperio de mentiras)
- Acústico Agradable
- Adagio Emotivo
- Aflicción
- Amor a Guitarra
- Amor Bueno
- Amor Céltico
- Amor Lejano
- Amor Reprimido
- Amor Sin Lograr
- Amorosa Tensión
- Antro Nice 1
- Antro Nice 3 (reciclado para Cuna de lobos)
- Arpegio Místico
- Barroco Analicsis
- Candidata Remate GT 1
- Candidata Remate GT 3
- Candidata Remate GT 9
- Candidata Remate Orq 1
- Candidata Remate Orq 2
- Candidata Remate Orq 3
- Candidata Remate Orq 4
- Candidata Remate Orq 5
- Candidata Remate Orq 7
- Candidata Remate Orq 8
- Conspirando
- Cuarteto Tensión Ligera
- Cuerdas Suspenso Creciendo
- Delirio de Poder (reciclado para Imperio de mentiras)
- Desafío Político (reciclado para Imperio de mentiras)
- Destino Cruel
- Dolor del Alma (reciclado para Imperio de mentiras)
- Drama Contenido
- El Amor de Regina
- El Amor de Teresa
- Enemigos
- Épico 1
- Emocional Ligero 3
- Emotivo Tenue
- Espionaje
- Guitar Atmósfera 2 (reciclado para Imperio de mentiras)
- Historia de Amor
- Impacto Burana
- Intriga Cand 1
- Intriga Cand 2
- Intriga Cand 3
- Intriga Política 2
- Intriga Política 3
- Intriga Política 5
- Intriga Siniestra (reciclado para Imperio de mentiras)
- Investigando
- La Candidata (tema instrumental de entrada)[10]
- Macabro
- Me Duele Amarte
- Melancolía
- Oscuras Conversaciones
- Pactos Siniestros
- Pad Armónico 1
- Pad Armónico 3
- Persecución
- Pesadillas
- Piano Intriga Versión
- Piano Místico
- Piano Pacífico 1 (reciclado para Imperio de mentiras)
- Piano Pensativo
- Planes
- Profunda Tristeza
- Recuerdo Doloroso
- Relación Peligrosa
- Romance Etéreo
- Sexo y Mentiras (reciclado para Imperio de mentiras)
- Sin Destino
- Table Dance 4
- Tensionbed Cand 1
- Tensionbed Cand 5
- Tensión Densa
- Tensión Ligera 1
- Tensión Épica 1
- Tensión Mística 1 (reciclado para Imperio de mentiras)
- Tensión Mística 2
- Tensión Mística 3
- Tensión Moderada Cuerdas
- Tensión Percusión Creciendo
- Tensión Percusiones Contenidas
- Tensión Política 1
- Tensión Política 2
- Tensión Política 5
- Tensión Reto y Destino
- Tensión Sombría Cuerdas
- Tragedia Percusión
- Transición Suspenso 1
- Trastornada
- Tristeza Cuerdas
- Turbios Negocios (reciclado para Imperio de mentiras)
- Vacío Doloroso

Caer en tentación:
- Acción Ascendente (original de Yo no creo en los hombres)
- Acción Amorosa
- Acción Drama TV
- Acción Dramática Pasiva (reciclado para Imperio de mentiras)
- Acción Evasiva
- Acción Intrépida
- Acentos y Remates
- Acordes de Misterio Caseta de Pago
- Acordes Tensos Casa Damián Acapulco
- Adagio Viola (original de Yo no creo en los hombres)[12]
- Alarmados
- Alcoba
- Ambiente Boutique
- Ambiente Restaurante Lounge 2
- Amor En Espera (reciclado para Imperio de mentiras)
- Amor Ideal
- Amor y Fuerza (original de Yo no creo en los hombres)
- Amoroso
- Angustias (original de Yo no creo en los hombres)
- Bosque Lluvioso[13][14]
- Buscando La Verdad (original de Yo no creo en los hombres)
- Búsqueda Escabrosa
- Cello Infante (original de Yo no creo en los hombres)
- Contra El Destino (original de Yo no creo en los hombres)
- Cosas de la Vida Real
- De Frente A La Verdad
- Descubriéndote
- Desenredando el Pasado
- Deseo Incontrolable
- Dolor Íntimo
- Dónde Estás
- Drama Crece Intenso
- Drama Creciendo
- Drama Cuerdas
- Drama Muy Intenso
- Drama String
- Drama Positivo (reciclado para Imperio de mentiras)
- Dramático Pasivo
- Dreaming (original de Yo no creo en los hombres)
- Duda Clavada (original de Yo no creo en los hombres)
- El Misterio de Raquel
- Enamorados (original de Yo no creo en los hombres)
- Encuentro Trágico (original de Yo no creo en los hombres)
- Encrucijada (original de Yo no creo en los hombres)
- Enigma (original de Yo no creo en los hombres)
- Ensonación  (original de Yo no creo en los hombres)
- En Peligro
- Entrando en Acción
- Epic Viola (original de Yo no creo en los hombres)
- Épico Caer 1
- Épico Caer 2
- Épico Caer 3
- Epico Caer 4
- Épico Conmovedor
- Es Amor
- Es un Misterio (original de Yo no creo en los hombres)
- Falling Down (original de Yo no creo en los hombres)
- Fragilidad (original de Yo no creo en los hombres)
- Habitación Vacía (original de Yo no creo en los hombres)
- Histeria (original de Yo no creo en los hombres)
- Impacto Intenso (original de Yo no creo en los hombres)
- Impacto Intrigante (original de Yo no creo en los hombres)
- Impacto Mareo (original de Yo no creo en los hombres)
- Impacto Mental (original de Yo no creo en los hombres)
- Impacto Staccato (original de Yo no creo en los hombres)
- Infieles
- Intenciones Siniestras
- Íntimo Secreto (original de  Yo no creo en los hombres)
- Intriga Asesina (original de  Yo no creo en los hombres)
- Intriga Cerebral (original de Yo no creo en los hombres)
- Jail Break (original de Yo no creo en los hombres)
- La Paz de Tus Ojos
- La Primera Vez Que Te Ví
- Laberinto (original de Yo no creo en los hombres)
- Lágrima de Piano
- Lágrimas Amargas (original de Yo no creo en los hombres)
- Latidos
- Llanto de Luz 2
- Llanto Interior
- Llanto Oscuro
- Locura (original de Yo no creo en los hombres)
- Luna Vacía (original de Yo no creo en los hombres)
- Mal Presagio (original de Yo no creo en los hombres)
- Mala Impresión (original de Yo no creo en los hombres)
- Malas Noticias (original de Yo no creo en los hombres)
- Melodrama Intenso 1
- Melodrama Intenso 3
- Mientes (original de Yo no creo en los hombres)
- Misterio Épico
- Misterioso
- Mistic Tension (original de Yo no creo en los hombres)
- Nadie Más en el Mundo
- Nuevo Amor
- Nonato 2 (original de Yo no creo en los hombres)
- On Fire (original de Yo no creo en los hombres)
- Pad Grave
- Pad Pasión (reciclado para Imperio de mentiras)
- Pánico (original de Yo no creo en los hombres)
- Pasión de Cuerda
- Pasión Enferma (original de Yo no creo en los hombres)
- Peligro (original de Yo no creo en los hombres)
- Percuation[15] (original de Yo no creo en los hombres)
- Perdición (original de Yo no creo en los hombres)
- Pérdida
- Perdidos en Placer
- Pianito Romántico
- Piano Azul
- Piano de Dolor
- Piano Esperanza
- Piano Rosa
- Piano Ternura Final Tenso
- Pienso en Ti
- Pincelada de Piano
- Que Vuelva el Tiempo SLK
- Realeza Humilde (original de Yo no creo en los hombres)
- Rozando Tus Labios
- Secreto (original de Yo no creo en los hombres)
- Silent Whisper (original de Yo no creo en los hombres)
- Sitll Here (original de Yo no creo en los hombres)
- Soledad Conmovedora
- Sospecha (original de Yo no creo en los hombres)
- Sospecha Fatal (original de Yo no creo en los hombres)
- Sospechas Verdaderas
- Sórdido
- Suspenso Acción
- Suspenso Alarmante
- Suspenso Intenso (original de Yo no creo en los hombres)
- Tarde Triste
- Te Amaré
- Te Amo
- Te Escucho
- Te Extraño
- Te Lo Dije (original de Yo no creo en los hombres)
- Tensión Con Riser 1 (original de Yo no creo en los hombres)
- Tensión Con Riser 2 (original de Yo no creo en los hombres)
- Tensión Creciendo
- Tensión Golpe Arpegio
- Tensión Golpe de Piano (original de Yo no creo en los hombres)
- Tensión Ligera
- Tensión Ligera Music Box
- Tensión Melodramática
- Tensión Misteriosa
- Tensión Reprimida
- Tensión Secreta
- Tensionacción
- Ternura
- Tiempo Acústico
- Torcido
- Tormenta
- Triste Escena (original de Yo no creo en los hombres)
- Veneno
- Venganza (original de Yo no creo en los hombres)
- Villano Intenso (original de Yo no creo en los hombres)
- Z Antro de Mala Muerte (original de Yo no creo en los hombres)
- Z Baile de Vecindad (original de Yo no creo en los hombres)
- Z Radio Sonido Ido (original de Yo no creo en los hombres)

Cuna de lobos:
- 10 Finales de Escena
- 14 Cuna Impactos
- Amor Brillante
- Amor de Dos
- Amor Ligero 1
- Amor Ligero 2
- Amor Ligero 3
- Amor Ligero 4
- Amor Pop
- Amor y Destino
- Antro Nice 3 (original de La candidata)
- Arpegio Guitar Ascenso
- Asesina
- ATM 1
- ATM 2
- ATM 3
- ATM 4
- ATM 5
- ATM 6
- ATM 8
- Bajo el Agua
- CDL Lounge 2
- CDL Lounge 6
- Cualquier Tarde
- Cuarteto Helipuerto 1
- Cuna Boda DJ
- Cuna Bossa Boda
- Cuna Sierra 1
- Cuna Sierra 2
- Desnúdate
- Dime la Verdad
- Duda Piano
- Duelo de Castas
- El Amor de Leonora
- El Mal Prevalece
- Emotivo Cuerdas
- En Silencio
- Escaramuza
- Fuerte Acción
- Guitar Epic
- Guitarra Aire y Pad
- Instintos 1
- Instintos 2
- Instintos 3
- Júzgame
- Lejos
- Lobo Cello Místico
- Lobo Cello Suite
- Lobo de Luz
- Lobo Emotivo
- Lobo Mágico
- Lobos en la Niebla
- Lobo Piano Suite
- Lounge Ambient 2 (reciclado para Imperio de mentiras)
- Lounge Ambient 3
- Lounge Ambient 5
- Lounge Ambient 6
- Lounge Ambient 8 (reciclado para Imperio de mentiras)
- Mar Abierto
- Maquiavelo
- Mente Siniestra
- Misterios de Familia
- Muerte Lenta
- One Eyed is Queen
- Paciencia
- Persecución
- Piano Aire y Cresendo
- Piano Aire y Nostalgia
- Piano Aire y Pad
- Piano Emotivo
- Real Action
- Real Tensión
- Remolino
- Revancha
- Sed de Sangre
- Sedúceme
- Señales
- Sin Tí
- Sólo Hablemos
- Suspenso Creciendo
- Suspenso en Ascenso
- Tensión Bed
- Tensión Inerte
- Tensión Pasiva 2
- Tensión Seductora
- Tensión Sutil
- Tráiler Cuna 1
- Tráiler Music 1
- Tráiler Music 2
- Venenos

Imperio de mentiras:
- 10 Acentos Fuertes
- 10 Acentos Moderados
- 10 Impactos Fuertes
- 10 Impactos Suaves
- 5 Acentos Misteriosos
- 5 Acentos Oscuros
- 5 Remates Amor
- 5 Remates Creciendo
- 5 Remates Tristes
- Acción Autoridad
- Acción Dramática Pasiva (original de Caer en tentación)
- Acción Imperial 1
- Acción Imperial 2
- Acción Tráiler (reciclado para Mujer de nadie)
- Acentos Golpes Rudos 1
- Acentos Golpes Rudos 2
- Acentos Misterio Bueno
- Acentos Piano Emotivo
- Acentos Piano PAD base
- Acentos Piano Suspenso  Triste
- Acentos Suaves Piano
- Acuerdos Siniestros (original de La candidata)
- Adagio Emotivo (original de La candidata)
- Amor Adagio
- Amor Dulce Pasión Épica
- Amor En Espera (original de Caer en tentación)
- Amor Long Score
- Amor Perdido
- Amor Pop 1
- Amor Pop 2
- Amor Rosa
- Amor Si Me Quiere
- Amor Sin Mentiras
- Amor Tenue
- Amor Triste
- Amor y Ternura
- Arpegio Análogo
- Arpegio Movimiento
- Asalto
- Asesino Profesional
- Audaz
- Beso de Amor
- Besos Tristes
- Buen Recuerdo
- Buscando Evidencia
- Buscando Pruebas
- Caricia Intensa
- Confesión
- Cuerdas Dramáticas
- Cuerdas Suspenso Creciendo (original de La candidata)
- Delirio de Poder (original de La candidata)
- Desacuerdo
- Desafío Político (original de La candidata)
- Dolor de Julia
- Dolor del Alma (original de La candidata)
- Drama Lento
- Drama Positivo (original de Caer en tentación)
- Drum N Rise 1
- Duda Clavada (original de Yo no creo en los hombres)
- Duelo de Poderes (original de La candidata)
- El Maligno
- Emotivo Imperio
- Engaño
- En Busca
- En la Mente del Asesino
- Épico 1 (original de La candidata)
- Épico 2 (original de La candidata)
- Escena del Crimen
- Escenas Protagonistas Armado
- Falsedad
- Fondo Bar Cálido
- Fondo Restaurant Elegante 2
- Golpe de Realidad
- Guitar Atmósfera 2 (original de La candidata)
- Huyendo del Dolor
- Impacto de Muerte
- Imperio (tema instrumental de entrada)
- Imperio Te Amaré
- Intriga Siniestra (original de La candidata)
- Lago de Amor
- Lounge Ambient 2 (original de Cuna de lobos)
- Lounge Ambient 8 (original de Cuna de lobos)
- Marcial Heroico
- Meditando
- Melodrama Intenso 2 (original de Caer en tentación)
- Mentira Vil
- Mentiras
- Mentiras Neutral 1
- Misterio Cuerdas
- Misterio Pasivo
- Misterio Prehispánico 1
- Música Máquina de Feria
- Neutral Agradable
- Neutral Pensativo
- No Pasa Nada
- Pad Armónico 1 (original de La candidata)
- Pad Armónico 2 (original de La candidata)
- Pad Armónico 3 (original de La candidata)
- Pad Armónico 4 (original de La candidata)
- Pad Armónico 5 (original de La candidata)
- Pad Pasión (original de Caer en tentación)
- Pad Suspenso de Menos a Más
- Palabras Conmovedoras
- Pasión Dramática
- Pasión Etérea
- Pasión Infinita
- Pasión Intensa
- Pasión Romántica
- Piano de Dolor (original de Caer en tentación)
- Piano Pacífico 1 (original de La candidata)
- Polvo en el Viento
- Recordando Ligero
- Recuerdo Doloroso (original de La candidata)
- Rencor
- Romance Acústico
- Romance Ligero 1
- Score Tráiler Imperio
- Sexo Imperio 1
- Sexo Imperio 2
- Sexo Imperio 3
- Sexo Sutil (original de La candidata)
- Sexo y Mentiras (original de La candidata)
- Soledad e Ira
- Sospecha Profunda
- Suspenso Acentos
- Suspenso Angustia
- Suspenso de Fondo 1
- Suspenso de Fondo 2
- Suspenso en Conversación
- Suspenso Estático
- Suspenso Ligero al Sol
- Suspenso Ligero Creepy 2
- Suspenso Ligero Mallet
- Suspenso Mintiendo
- Suspenso Para Hablar
- Suspenso Rescate
- Tensión Casual
- Tensión Dramática
- Tensión Estática 1
- Tensión Estática 2
- Tensión Estática 3
- Tensión Mística 1 (original de La candidata)
- Tensión Nocturna 1
- Tensión Nocturna 2
- Tensión Profunda
- Tensión Para Diálogo
- Tension Synth Bass
- Textura Sombría
- Triste Soledad
- Tristes Recuerdos
- Turbios Negocios (original de La candidata)
- Verdad Revelada (original de La candidata)
- Verdades a Medias

Mujer de nadie
- 10 Acentos de Locura Oscura
- 10 Impactos Dramáticos
- 5 Acentos Oscuros Acústicos
- Acción Tráiler (original de Imperio de mentiras)
- Acústico Sensual
- Amor Apacible
- Amor Correspondido
- Amor de Nylon
- Amor Fugaz
- Amor Humilde
- Amor Luminoso
- Amor Melancólico
- Amor Sincero
- Amor Suave
- Drama Emotivo
- Drama Encendido
- Drama Interior
- Drama Total
- Drama Triste
- Fondo Cumbia
- Fondo Huapango Menor
- Intriga Insana
- Locura Antagónica 1
- Locura Dramática
- Mirada de Amor
- Misterio de Mujer
- Noticia Trágica
- Palabras de Esperanza
- Pena Profunda
- Pesar Interior
- Piano Drama
- Piano Dramático Triste
- Piano Tristeza y Esperanza
- San Jacinto
- Suspenso Antagónico
- Suspenso Drama
- Suspenso Dramático de Nadie
- Suspenso Dramático en Nylon 1
- Suspenso Interior
- Suspenso Nylon 1
- Suspenso Nylon 2
- Suspenso Nylon 3
- Suspenso Oscuro
- Suspenso Percusivo
- Suspenso Soft 1
- Suspenso Soft 2
- Suspenso Steel
- Tensión Acústica
- Tensión Creciente
- Tensión Dramática Creciendo
- Tensión Erótica
- Tensión en Ascenso
- Tensión en Suspenso
- Tensión Intensidad Dramática
- Tensión Rítmica
- Tensión Trágica

### Series - compositor
Senda prohibida
- 01 10 Rock and Roll Rebelde
- 01 29 Mambo Cabaret Intro
- 01 31 Sonora Senda 2
- 02 16 Mambo Senda 2
- 02 18 Sonora Senda 3
- 02 48 Tres Gardenias Instrumental
- 05 01 y 02 y 03 y 04 Mambo Senda 3
- Amor de Otoño
- Amor del Recuerdo
- Amor Prohibido
- Bolero Época Triste
- Caja Musical Nora
- Duda Ligera
- El Lenguaje de las Flores
- Fondeo Coctel Elegante 2
- Fondo de Piano Amenizando
- Impresiones Profundas
- Instrumental Película 50
- Mambo Senda 1
- Novela Antigua 2
- Reacción de Sospecha 3
- Senda Prohibida Tema Titular
- Tema Antiguo 1
- Tema Antiguo 2
- Tema Antiguo 4